# 下梅村
20°40′19″N 118°02′34″E / 20.67194°N 118.04278°E
下梅村是中国福建省武夷山市武夷街道下辖的一个村，位于武夷山市东部，西临梅溪，清代开挖的当溪穿村而过。

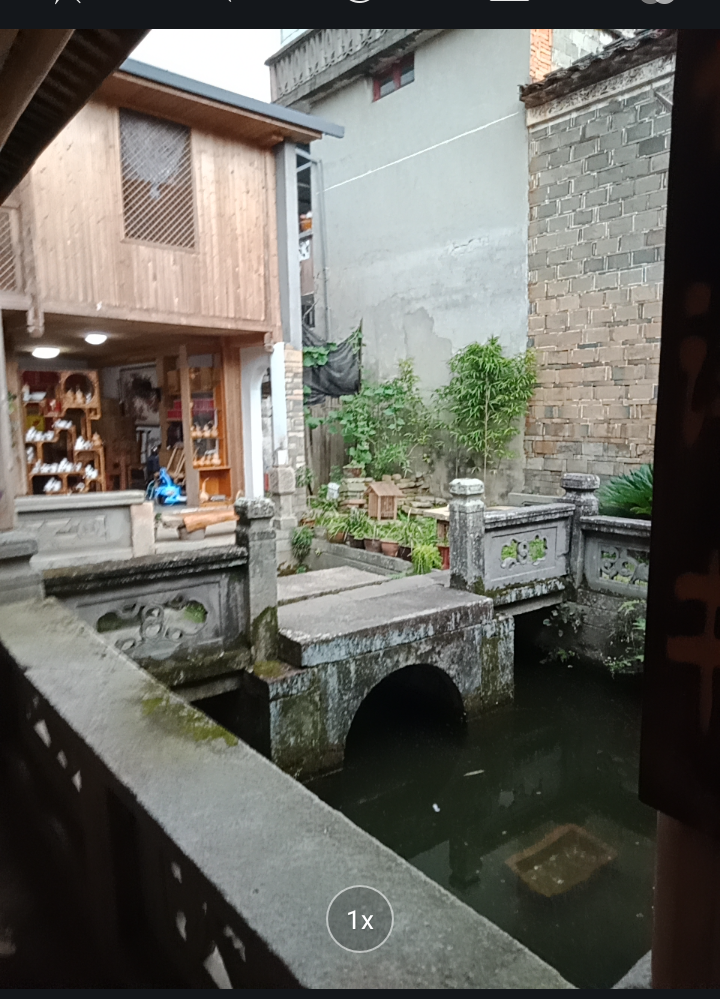
下梅村照片

下梅村在清代曾是武夷岩茶的集散地，晋商万里贩茶路线的起点。村内保存有30多座清代民居，雕刻精美，当溪边的邹氏大夫第被列为福建省文物保护单位。2005年，下梅村列为第二批中国历史文化名村。